# Lítlafjall (Kunoy)
Lítlafjall è una montagna alta 471 metri sul mare situata sull'isola di Kunoy, nell'arcipelago delle Isole Fær Øer, in Danimarca.